# بيل اكيرز
بيل اكيرز (بالإنجليزية: Bill Akers)‏ هو لاعب كرة قاعدة أمريكي، ولد في 25 ديسمبر 1904 في تشاتانوغا في الولايات المتحدة، وتوفي بنفس المكان في 13 أبريل 1962.

## وصلات خارجية
- بيل اكيرز على موقعبيزبول رفرنس.كوم (الدوري الرئيسي) (الإنجليزية)